# Freemartinismus
Freemartinismus je zvláštní případ intersexu, který platí pro skot, v případě, kdy během nitroděložního vývoje dojde k propojení placentárních oběhů různopohlavních dvojčat. Protože pohlavní orgány samce fungují dříve, působí vznikající hormony na samičí organismus a mohou v něm ovlivnit vývoj pohlavních orgánů. Narozená samice má normální karyotyp, ale nedokonale vyvinuté pohlavní orgány a její celkový vzhled je výrazně „samčí“.
Pokud se krávě narodí dvojčata a jedno je býček a druhé jalovička, pak je v 90% případů jalovička neplodná. Býček není nijak postižen. U jalovičky mohou být funkční vaječníky, ale pohlavní orgány jsou založeny rudimentálně.
V nejtěžších případech jsou vaječníky jen vazivové provazce, děloha nebývá vyvinuta, děložní krček a pochva jsou normální. Vulva bývá malá s výrazně vyvinutým klitorisem, často nadměrně ochlupeným. Takovým zvířatům se lidově říká "zbýčelá jalovice". Přestože vypadá na první pohled podezřele, bez rektálního vyšetření není možno dokázat, že je neplodná. Představa, že se freemartinismus pozná jen adspekcí (pohledem), je mylná.
V nejlehčích případech jsou pohlavní orgány jen mírně pozměněny, například jsou neprůchozí vejcovody, ale děloha i vnější pohlavní orgány jsou normální. Přechod mezi oběma extrémy je plynulý.
Ne všechny jalovice z dvojpohlavních dvojčat musí být neplodné. U 10% může dojít k oplodnění. Často však mívají sníženou plodnost díky částečnému postižení (například neprůchodný jeden vejcovod). Někdy je obtížné určit, zda je postižení jalovice natolik velké, že je skutečně neplodná (patří k 90% neplodných). Obecné doporučení je jalovičky z dvojpohlavních dvojčat vůbec nepřipouštět, všechny brakovat (vykrmit a poslat na jatka).
Pokud se jalovici z dvojpohlavních dvojčat přece jen narodí tele, není nijak postiženo. Freemartinismus nemá na potomky žádný vliv.